# Murla
Murla ist eine spanische Gemeinde (municipio) in der Provinz Alicante mit einer Bevölkerung von 585 Einwohnern (Stand: 2024). 

## Lage
Murla liegt etwa 70 Kilometer nordöstlich von Alicante und etwa 95 Kilometer südsüdöstlich von Valencia in einer Höhe von 285 m nahe der Mittelmeerküste.

## Geschichte

### Bevölkerungsentwicklung
| Jahr      | 1970 | 1981 | 1991 | 2001 | 2011 | 2021 |
| Einwohner | 457  | 381  | 342  | 391  | 554  | 540  |

## Sehenswürdigkeiten
- Wehrkirche St. Michael
- Sebastianuskapelle
- Kapelle vom Heiligen Blut

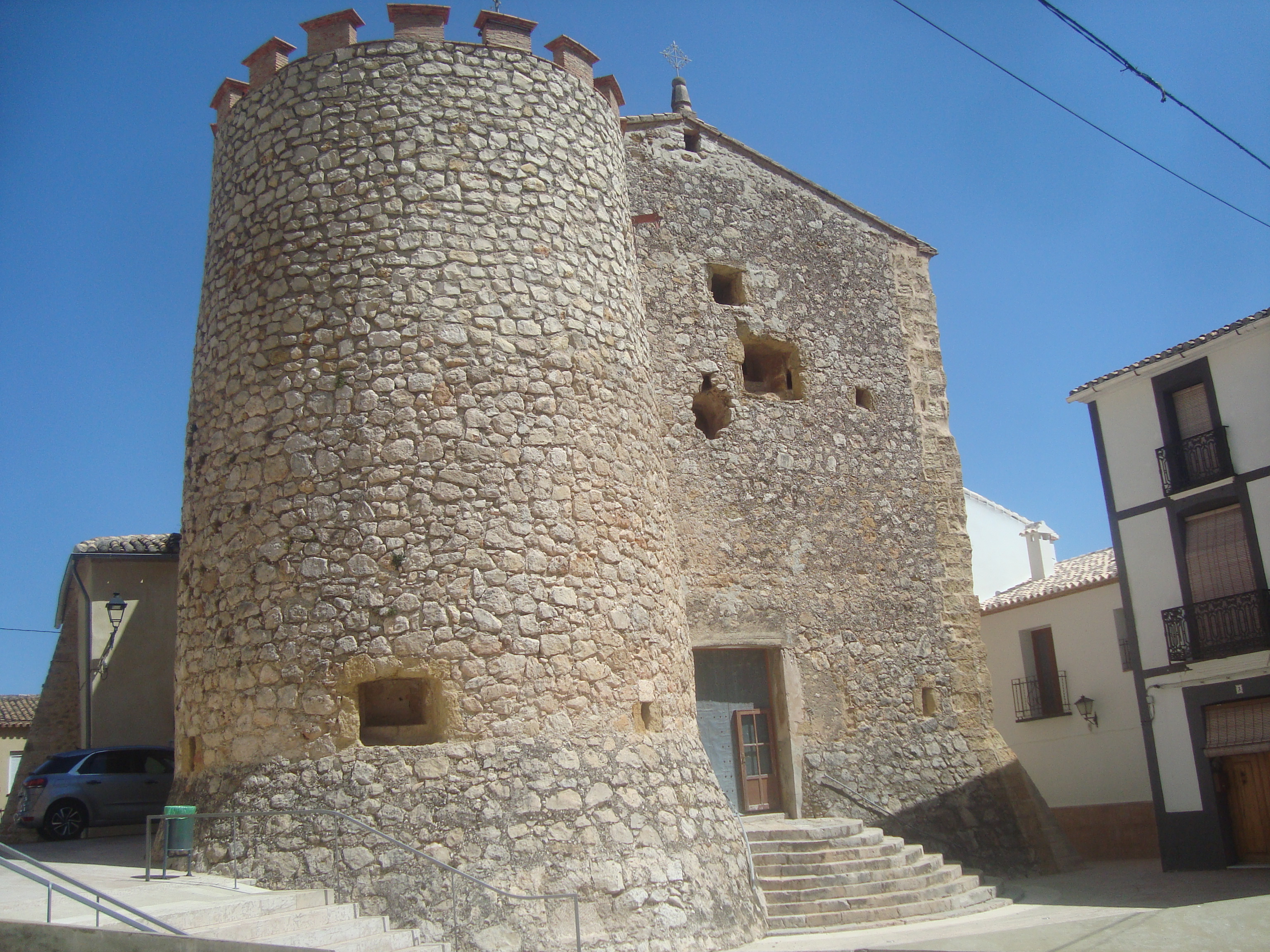
Michaeliskirche
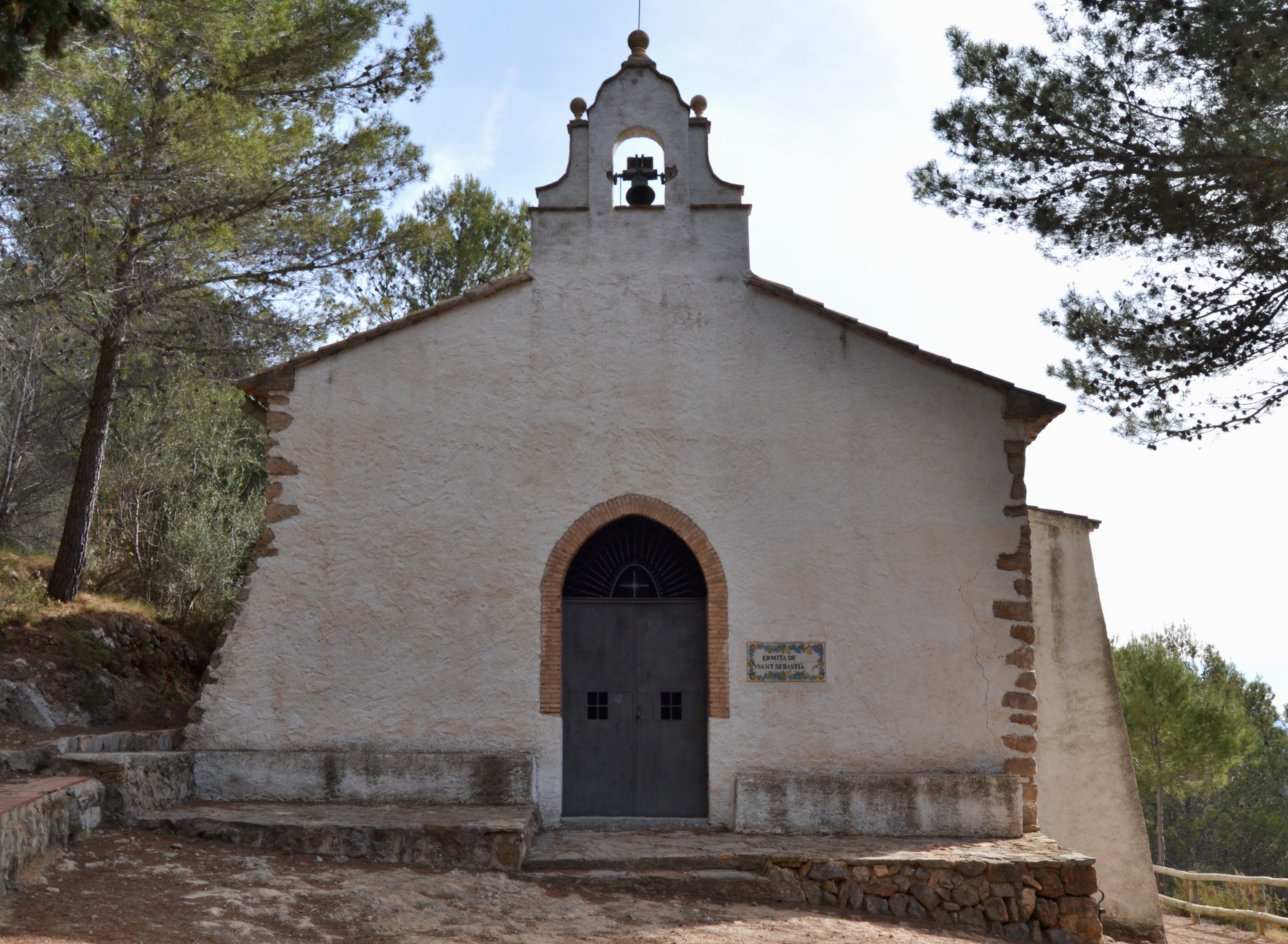
Sebastianuskapelle
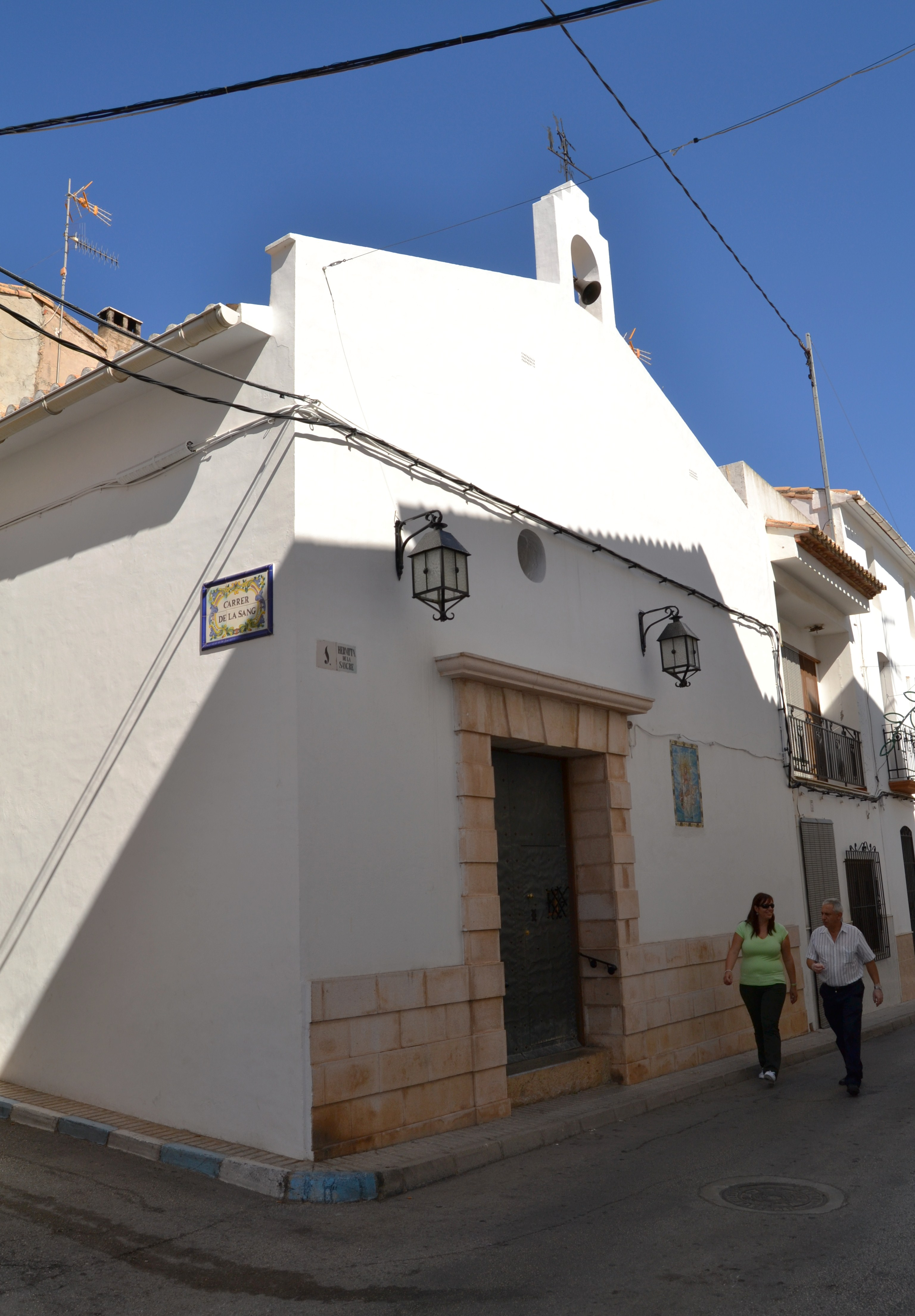
Kapelle vom Heiligen Blut